# Platytipula
Platytipula is een ondergeslacht van het geslacht van insecten Tipula binnen de familie langpootmuggen (Tipulidae).

## Soorten
Deze lijst van 54 stuks is mogelijk niet compleet.
- T. (Platytipula) acifera (Alexander, 1926)
- T. (Platytipula) acirostris (Alexander, 1954)
- T. (Platytipula) alexanderi (Joseph, 1974)
- T. (Platytipula) angustiligula (Alexander, 1931)
- T. (Platytipula) appendifera (Alexander, 1956)
- T. (Platytipula) autumnalis (Loew, 1864)
- T. (Platytipula) bidenticulata (Alexander, 1933)
- T. (Platytipula) carinata (Doane, 1901)
- T. (Platytipula) continuata (Brunetti, 1912)
- T. (Platytipula) cumulata (Alexander, 1938)
- T. (Platytipula) cunctans (Say, 1823)
- T. (Platytipula) cylindrostylata (Alexander, 1926)
- T. (Platytipula) chumbiensis (Edwards, 1928)
- T. (Platytipula) dinarzadae (Theowald, 1978)
- T. (Platytipula) dissociata (Alexander, 1936)
- T. (Platytipula) ecaudata (Alexander, 1924)
- T. (Platytipula) esakiana (Alexander, 1933)
- T. (Platytipula) hampsoni (Edwards, 1927)
- T. (Platytipula) haplostyla (Oosterbroek and Theowald, 1992)
- T. (Platytipula) hebeiensis (Yang and Yang, 1995)
- T. (Platytipula) honorifica (Alexander, 1933)
- T. (Platytipula) hugginsi (Gelhaus, 1986)
- T. (Platytipula) imanishii (Alexander, 1933)
- T. (Platytipula) indifferens (Alexander, 1935)
- T. (Platytipula) insulicola (Alexander, 1914)
- T. (Platytipula) jocosipennis (Alexander, 1933)
- T. (Platytipula) knowltoniana (Alexander, 1969)
- T. (Platytipula) luteipennis (Meigen, 1830)
- T. (Platytipula) maritima (Alexander, 1930)
- T. (Platytipula) melanoceros (Schummel, 1833)
- T. (Platytipula) membranifera (Alexander, 1936)
- T. (Platytipula) moiwana (Matsumura, 1916)
- T. (Platytipula) nebulinervis (Alexander, 1940)
- T. (Platytipula) nicothoe (Alexander, 1953)

- T. (Platytipula) nigrocellula (Alexander, 1935)
- T. (Platytipula) nikkoensis (Alexander, 1921)
- T. (Platytipula) nipponensis (Alexander, 1914)
- T. (Platytipula) omogicola (Alexander, 1954)
- T. (Platytipula) paterifera (Alexander, 1962)
- T. (Platytipula) pendulifera (Alexander, 1919)
- T. (Platytipula) perhirtipes (Alexander, 1963)
- T. (Platytipula) pterotricha (Alexander, 1953)
- T. (Platytipula) querula (Alexander, 1924)
- T. (Platytipula) quiris (Alexander, 1940)
- T. (Platytipula) saragaminensis (Alexander, 1954)
- T. (Platytipula) scheherezadae (Theowald, 1978)
- T. (Platytipula) sessilis (Edwards, 1921)
- T. (Platytipula) sparsiseta (Alexander, 1924)
- T. (Platytipula) spenceriana (Alexander, 1943)
- T. (Platytipula) stipata (Alexander, 1935)
- T. (Platytipula) tennessa (Alexander, 1920)
- T. (Platytipula) ultima (Alexander, 1915)
- T. (Platytipula) violovitshiana (Savchenko, 1961)
- T. (Platytipula) xanthodes (Yang and Yang, 1991)